# Jurtjyrkogården (film, 2019)
Jurtjyrkogården (originaltitel: Pet Sematary) är en amerikansk skräckfilm från 2019 efter Stephen Kings bok med samma namn och den är en nyinspelning av filmen med samma namn från 1989. Filmen regisserades av Kevin Kölsch och Dennis Widmyer.
Filmen hade premiär i Sverige den 5 april 2019, utgiven av Paramount Pictures.

## Rollista (i urval)
| Jason Clarke                 | – Dr. Louis Creed               |
| Amy Seimetz                  | – Rachel Creed                  |
| Jeté Laurence                | – Eleanor "Ellie" Creed         |
| John Lithgow                 | – Judson "Jud" Crandall         |
| Hugo Lavoie och Lucas Lavoie | – Gage Creed                    |
| Obssa Ahmed                  | – Victor Pascow                 |
| Alyssa Brooke Levine         | – Zelda Goldman, Rachels syster |
| Suzy Stingl                  | – Norma Crandall                |
| Maria Herrera                | – Marcela                       |
| Leo, Tonic, Jager och JD     | – Katten Church                 |